# Gisulf I de Benevento
Gisulf I (d. 706) a fost duce de Benevento de la 680, atunci când fratele său Grimoald al II-lea a murit.
Tatăl lui Gisulf a fost ducele Romuald I de Benevento, iar mama sa era Theodrada (sau Theuderata), fiică a ducelui Lupus de Friuli, aceasta din urmă exercitând funcția de regentă  în primii săi ani de domnie.
Conform lui Paul Diaconul, în timpul ducatului său moaștele Sfântului Benedict de Nursia și ale sorei sale, Sfânta Scholastica au fost luate de către franci de la Montecassino.
În jurul anului 705, Gisulf a cucerit orașele Sora, Arpino și Arce. El și-a continuat marșul, ajungând până la Horrea, jefuind și incendiind, înainte de a fi primit cu daruri de către ambasadorii trimiși de papa Ioan al VI-lea, care a răscumpărat mulți dintre captivii luați de Gisulf și l-a convins să se întoarcă pe pământurile sale.
Gisulf a fost un duce plin de energie, ca și tatăl și bunicul său. El a luptat împotriva regelui, a papei și a bizantinilor. A fost căsătorit cu Winiperga, iar succesor i-a fost fiul lui, Romuald al II-lea.